# Katsuyuki Kawachi
Katsuyuki Kawachi (河内 勝幸, Kawachi Katsuyuki, Hiroshima, 27 april 1955) is een Japans voormalig voetballer die als middenvelder speelde.

## Clubcarrière
In 1974 ging Kawachi naar de Osaka University of Commerce, waar hij in het schoolteam voetbalde. Nadat hij in 1978 afstudeerde, ging Kawachi spelen voor Toyo Industries, de voorloper van Mazda. Kawachi beëindigde zijn spelersloopbaan in 1987.

## Japans voetbalelftal
Katsuyuki Kawachi debuteerde in 1979 in het Japans nationaal elftal en speelde 3 interlands.

## Statistieken
| Japans voetbalelftal | Japans voetbalelftal | Japans voetbalelftal |
| Jaar                 | Wed.                 | Dlp.                 |
| -------------------- | -------------------- | -------------------- |
| 1979                 | 3                    | 0                    |
| Totaal               | 3                    | 0                    |